# 一綱多本
一綱多本政策是臺灣教育改革運動的一部份，開放各廠商自行編寫教科書，並將選擇教科書的權力交給各國中與國小自行決定，中華民國教育部只負責設定課程大綱，以及審查廠商出版的教科書內容。該政策在郝柏村內閣時期提出，於連戰內閣時正式推行。

## 簡說
- 1949年後，台灣教科書由教育部國立編譯館統一編寫。
- 1996年，開放各級國小自行選書的權力。
- 1999年，修法通過，在法律上正式確立一綱多本。
- 2004年，國立編譯館正式退出教科書的編寫，只作九年一貫課程的審定。
- 2007年，台北市長郝龍斌推動一綱一本政策，與教育部對抗。但於2012年宣布停止。

## 演進

### 88課程標準
1990年，李登輝當選中華民國第八任總統後，為因應解嚴後的社會發展，郝柏村內閣提出一綱多本的教育政策，各級學校不再受限於國立編譯館統一編修的課本。為了一綱多本政策的推行，教育部著手訂定臺灣高中課程標準，作為教科書編寫的依據。在連戰內閣時期完成修訂，於1995年發布高中課程標準，1999年（民國88年）開始實施，稱為「88課程標準」。88課程標準中，臺灣史首次成為獨立單元，但仍附屬於中國史之中。同時，教育部長吳京任內，於1997年在國中推出《認識臺灣》教材，分為社會、歷史、地理三冊，首次將臺灣相關史地整合成單一課程，在國中教授。但其內容受到部分學者反對，以臺師大歷史系教授王仲孚為首，集合王曉波、黃麗生、潘朝陽、陳昭瑛等人，編寫《認識臺灣國中教科書參考文件》，批評《認識臺灣》教材涉及臺獨意識及日本皇民史觀。

### 95暫綱
在陳水扁總統任內，開始九年一貫教育課程，2001年，教育部長黃榮村聘請委員重新修定課綱，由清大歷史系教授張元擔任歷史科課綱召集委員。在張元等人編寫的歷史課綱中，臺灣史首次獨立成冊，脫離中國史範圍教授，將中國明清兩朝併入世界史教授，主張學生應由本土歷史開始學習，進而學習中國史與世界史。在2003年，這份課綱首次公開，受到立法委員及媒體抨擊，國民黨立委洪秀柱與親民黨委員李慶華、李慶安皆召開記者會批評這份課綱具臺獨思想，張元因此辭去召集人職位，課綱修訂暫停。此份課綱在2004年教育部長杜正勝任內被重新推動，以「普通高級中學暫行課程綱要」名稱公布，在2006年（民國95年）開始使用，但因為95暫綱未完成完整的修改流程，只能作為過渡用，被稱為「95暫綱」。
2007年，教育部長杜正勝委託台灣歷史學會以《海洋教育與教科書用詞檢核計畫》為名對教科書不當用詞進行檢核。該學會提出報告後，教育部以行政命令，函轉各教科書出版社，作為參考。如「國父」得改為「先生」，「國字」得改為「中國字」，「國曆」得改為「陽曆」，「光復」得改為「戰後」，「貴州省」得改為「中國貴州省」等等。此舉獲得澄社、台灣北社、南社等人的支持，但受到中國國民黨與馬英九等人的抗議，批評這是去中國化。

### 98課綱
因為95暫綱未完成完整的修改流程，杜正勝部長請周梁楷教授接下歷史科召集人，繼續進行課綱修定。由周梁楷等人編定的高中課綱，於2008年（民國97年）通過，原預計於2009年（98學年度）開始施行，又稱「98課綱」。

### 99課綱
2008年5月20日，馬英九宣誓就職中華民國總統。在總統馬英九執政後，包括張麟徵、張亞中與王曉波等出身民主行動聯盟的成員，就多次提出要修改課綱。
同年10月27日，教育部召開普通高級中學課程發展委員會第十八次會議，會中，國文科召集人柯慶明教授發言為文言文、白話文之爭議提出說明，而歷史課綱則未有討論，與會代表皆支持98課綱通過。會議結束時，教育部長鄭瑞城直接裁示，國文與歷史課綱擱置，其餘通過。與會的歷史科召集人周樑楷教授，以及林富士教授曾發言抗議，但不受採納。

### 101課綱
2012年，專案小組完成國文科與歷史科課綱修改，對外公布，於2013年（民國102年，101學年度）實施，稱為101課綱。
會議結束後，在王曉波提議下，教育部組成研商高中課程綱要專案小組，對國文與歷史課綱進行調整。專案小組召集人吳文星，委員王曉波、廖隆盛、呂芳上、黃秀政、周婉窈、王文霞、孫若怡、翁嘉聲、周愚文，以及五位高中老師，李彥龍、藍朝金、林桂玲、伍少俠、林秀蓉。專案小組運作期間，黃秀政中途退出，由呂春盛取代。
11月25日，鄭瑞城發函公告，98課綱暫緩一年實施，改稱99課綱。國文、歷史兩科，沿用95暫綱的內容，正式修改及實施的時間將另外公告。
2010年初，教育部長吳清基改組專案小組。呂春盛教授和林桂玲教師離職，此外增聘九位委員，汪榮祖、林滿紅、陳永發、黃克武、許雪姬、張勝彥、陳國、楊國賜、張曉英，增聘委員多數出身中研院史語所，主要以中國史專家居多。2月25日，課綱委員周婉窈在南方電子報上，透露教育部預備更改高中歷史課綱（98課綱），更換課綱修訂委員，並施壓委員通過王曉波提出的修正方案。周婉窈因此宣布退出專案小組。2月26日，民進黨立法委員針對此事提出質詢，行政院長吳敦義承諾台灣史和中國史的比重不會改變，臺灣史維持獨立成冊，不會改變。9月18日，中國統一聯盟等民間社團，在教育部外發起遊行，主張將歷史教科書中分離主義（台灣獨立運動）的內容刪除，以中華民族觀點重新編寫。
2012年2月，蔣偉寧接任教育部長。專案小組公布審訂過後的課綱，預計在2013年（民國101年）年施行，即101課綱。其內容大致保持98課綱的內容，除第四部份中華民國統治時期改動外，其餘部份改動不大。進入出版社編寫教科書、送審的階段。

### 104課綱
101課綱被部分學者批評其立場仍然延續陳水扁政府時期進行去中國化的意識型態，屬於一邊一國的臺獨史觀，不符合中華民國憲法，為反對臺獨、去日本化，推動一個中國的憲法主張，在2012年中開始進行了這次偏向中國民族主義與中國史觀的課綱調整案，微調課綱在2014年初通過，稱為104課綱。這次微調課綱的修改為中國國民黨的政策，此外，新黨、愛國同心會及中華統一促進黨等政黨團體皆表支持。中華人民共和國官方媒體也支持這次修改。
2013年7月，立法院通過《高級中等教育法》，其中規範課綱修定流程及課綱審議委員會的遴選方式，新法在2014年生效後，將廢除舊有的《高級中學法》。8月，教育部以廢止前夕的舊有《高級中學法》為法源，組成檢核小組，以進行「錯字勘誤、內容補正及符合憲法之檢核」為由，開始進行高中國文與社會科課綱的微調，經檢核小組改寫過的課綱，經國家教育研就院的課程發展委員會審議通過，送教育部課程審議委員會的高中分組審議，再經大會審議表決通過，教育部於2014年2月10日正式公布「微調」後的課綱，預定於2015年（民國104年）實施，又稱104課綱，或微調課綱。